# Milky Way

US-amerikanische Variante des Milky-Way-Logos

Älteres Milky-Way-Logo

Milky Way (englisch für Milchstraße) ist ein Schokoriegel der Firma Mars Incorporated. Er besteht aus „Candycreme“, die mit Milchschokolade umhüllt ist. Milky Way wurde 1923 von Frank C. Mars erfunden.

## Name
Der Riegel wurde nach einem damals beliebten Malz-Milchshake benannt, dessen Geschmack er nachahmte.

## Geschichte
Anfangs war die Creme (und damit der Riegel bis auf die Karamellcreme) mit der von Mars identisch. 1990 wurde die Rezeptur geändert, seitdem ist die Cremefüllung bei ähnlicher Konsistenz und leicht verändertem Geschmack von weißlicher Farbe. 2007 und 2010 wurde sie wieder geändert, wobei 2010 der Fettanteil vermindert wurde. Wog ein Riegel vorher 26 Gramm, so sind es seit April 2009 nur noch 21,9 Gramm. Der Preis für einen Riegel ist dagegen gleich geblieben. Der Geschmack soll heute an den Milkshake erinnern, nach dessen Vorbild der Riegel erschaffen wurde. Erreicht wird das durch die Zugabe von Gerstenmalzextrakt.
In der Werbung wurde der Schokoriegel vor allem durch den Werbespruch „So locker und leicht, der schwimmt sogar in Milch.“ bekannt. Diese Eigenschaft verdankt ein unversehrtes Milky Way seiner im Vergleich zu Milch (1,018–1,048 g/cm³) geringen Dichte von etwa 0,88 g/cm³.

## Varianten

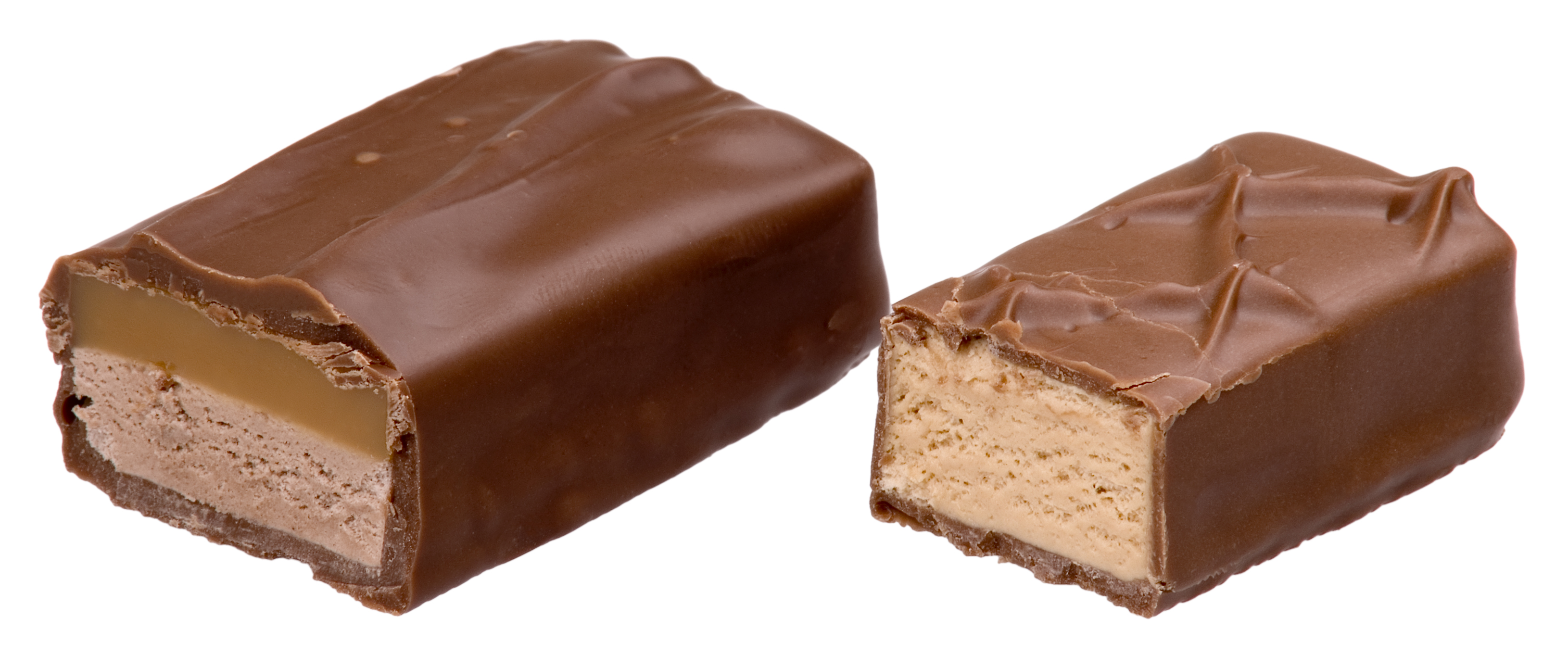
Die amerikanische (links) und die europäische Variante (rechts)

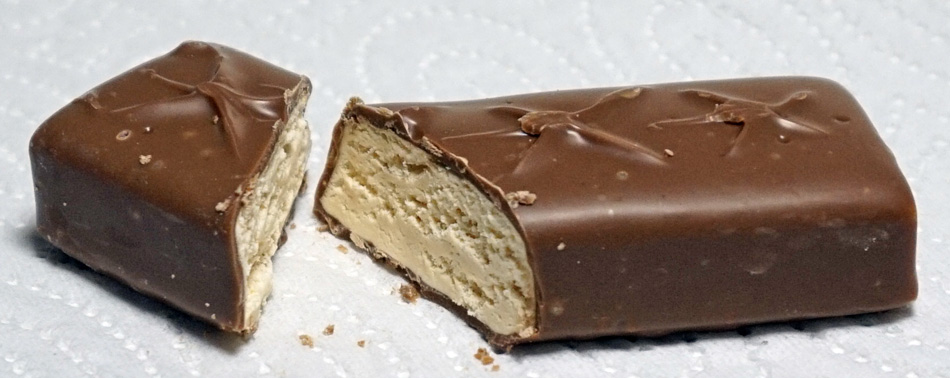
Aktuelle weißlichere Füllung

In Deutschland gab es von Milky Way auch eine Erdbeer-Version. Außerdem werden Waffelrollen mit Milchcreme unter der Markenbezeichnung Crispy Rolls angeboten. Auch der ansonsten nur in den USA erhältliche Milky Way Midnight mit Zartbitterschokolade wurde zeitweilig in Deutschland vertrieben. Außerdem gibt es immer mal wieder andere Milky Way-Produkte, wie beispielsweise die Milky Way Biscuits, einfache Mürbekekse mit einer Schokoladenschicht.
Milky Way in den USA unterscheidet sich von dem ansonsten weltweit verkauften Produkt. Die US-Version entspricht mit ihrer Karamellschicht dem Schokoriegel, der in Europa als Mars bekannt ist. Der Schokoriegel, der in den USA dem europäischen Milky Way entspricht, heißt dort 3 Musketeers („3 Musketiere“). In Aussehen und Geschmack ist er ähnlich, aber nicht identisch.
1974 brachte Mars einen flachen, geflochtenen, mit Schokolade umhüllten Karamellzopf unter dem Produktnamen „3 Musketiers [sic]“ heraus. In den USA hieß dieses, inzwischen vom Markt genommene Produkt hingegen „Marathon“.